# Watsonia elsiae
Watsonia elsiae är en irisväxtart som beskrevs av Peter Goldblatt. Watsonia elsiae ingår i släktet Watsonia och familjen irisväxter. Inga underarter finns listade i Catalogue of Life.